# Swissfirst
Swissfirst war der Name einer Schweizer Finanzgruppe.

## Zusammensetzung
- Die Gruppe bestand aus der ehemaligen Swissfirst AG, die im Dezember 2006 in der Bellevue Group AG aufging. Das Vertrauen, das die bestehenden wie auch potentiellen Kunden der Swissfirst durch die Berichterstattung in den Medien verloren hatten, machte es unmöglich, die Bank unter diesem Namen weiterzuführen. Sämtliche Klagen der Ex-Aktionäre zur Fusion sind vor dem Gericht gescheitert.[1]
- Die ebenfalls in der Gruppe beheimatete ehemalige swissfirst Bank AG war die frühere Private Banking-Einheit der Swissfirst AG, die im Dezember 2006 an die Banque Pasche SA verkauft und im Mai 2007 in dieser aufgelöst wurde[2].
- Die ehemalige swissfirst Bank AG Zweigniederlassung Basel, die früher im Private Banking der swissfirst Bank AG tätig war, wurde im November 2006 an die Adler & Co. Privatbank AG, seinerzeit eine Tochtergesellschaft der Luzerner Kantonalbank und zwischenzeitlich selbst auf diese verschmolzen, verkauft.[3]

## Geschichte
Die Bank erhielt einen unglaublichen Bekanntheitsgrad, als die NZZ am Sonntag am 23. Juli 2006 titelte: «Pensionskassen verzichten auf Millionen. Die Fusion von Swissfirst und Bellevue erfolgte auf Kosten der Mitglieder der grossen Pensionskassen.»
Durch auch nachweislich falsche Medienmitteilungen – insbesondere in der Hauptsache, der behaupteten Schädigung – war dem Unternehmen die Vertrauensbasis für Bankgeschäfte entzogen.
Die Private Banking-Einheiten wurden schrittweise veräussert und die Swissfirst-Gruppe aufgelöst. Im Oktober 2006 wurde die ehemalige Tochtergesellschaft in Liechtenstein verkauft. Die Niederlassung in Basel der Swissfirst Bank AG wurde im November 2006 an Adler & Co. Privatbank AG, eine Tochtergesellschaft der Luzerner Kantonalbank, verkauft. Die noch verbliebenen Private Banking-Aktivitäten wurden schliesslich im Dezember 2006 an die Banque Pasche SA übertragen. Diese übernahm im November 2007 auch die von Swissfirst schon zuvor veräusserte ehemalige Tochtergesellschaft in Liechtenstein.